# Нацинова къща
Нациновата къща или Емниет хан (на гръцки: Μέγαρο Νάτσινα, Εμνιέτ Χαν) е историческа постройка в град Солун, Гърция.

## Местоположение
Сградата е разположена в южния квартал Горна Лададика (Ано Лададика), на улица „Едеса“ № 3, на ъгъла с „Викторио Юго“, между Стоа „Кирцис“ и Кирцис хан.
Построена е в края XIX век и първоначално е собственост на богат турчин. До 1914 година в сградата се помещава Търговската камара. Години по-късно семейство Теодорос и Мелпомени Нацинас купуват къщата от Националната банка на Гърция в 1927 година и я ползват за своя резиденция. Къщата е триетажна и е сред най-високите в региона с обща площ от 163 квадратни метра. Една от характерните особености на сградата е стъкленият покрив с овална капандура и метални елементи.
Отвън къщата на Нацинас е изящно украсена с изваяни женски фигури, които подпират корниза на покрива и еркер, на който е поставена фигура на лъвска глава. В богатата украса на сградата преобладава еклектичният стил.
На фасадата все още е запазен стар български надпис. Могат да се четат думите „-сточно дружество“. 